# العلاقات بين أذربيجان والولايات المتحدة
منذ عام 1994، تقيم الولايات المتحدة وأذربيجان علاقات دبلوماسية بينهما.وفي آذار / مارس 1992، افتتحت السفارة الأمريكية في أذربيجان والسفارة الأذربيجانية في الولايات المتحدة في تشرين الثاني / نوفمبر 1992.

## التاريخية
يعود تاريخ العلاقات بين البلدين إلى القرن التاسع عشر.
في 70- 80 من القرن التاسع عشر، صناعة النفط وتشكلت في باكو، وأظهرت شركات أمريكية كبيرة اهتمام النفط الأذربيجاني.
في 18 أكتوبر 1991، أعلن برلمان أذربيجان الاستقلال.
في وقت لاحق، في 25 ديسمبر 1991، الاتحاد السوفياتي لم يعد موجودا، والولايات المتحدة المعترف بها رسميا الجمهوريات السوفياتية السابقة، بما في ذلك أذربيجان، و 12 دولة مستقلة.

## العلاقات المعاصرة
في عام 2005، كان باراك أوباما ، عضو مجلس الشيوخ من الدرجة الأولى، في رحلة عمل مع كبير أعضاء مجلس الشيوخ الأمريكي ريتشارد لوجار.
وفى كلمته في المؤتمر حول العلاقات الأمريكية الاذربيجانية في جامعة جورجتاون في سبتمبر عام 2009، اكد وليام بيرنز نائب مساعد وزير الخارجية للشئون السياسية ثلاثة مجالات رئيسية للعلاقات الثنائية مع الولايات المتحدة وهى التعاون الامنى والطاقة والاصلاحات الاقتصادية والديمقراطية.

## ناغورنو - كاراباخ
وقد أثرت العلاقات الأمريكية الأذربيجانية تأثيرا قويا على الموقف الأمريكي من الصراع بين أذربيجان وأرمينيا في ناغورني كاراباخ.وتشارك الولايات المتحدة بنشاط في حل النزاع منذ عام 1992.في عام 1992، اعتمد الكونغرس الأمريكي المادة 907 من قانون دعم الحرية الذي يحظر المساعدة الأمريكية المباشرة للحكومة الأذربيجانية.وقد جعل الحظر أذربيجان الاستثناء الوحيد لدول ما بعد الاتحاد السوفياتى التي تلقت مساعدات من الحكومة الأمريكية لتسهيل الاستقرار الاقتصادى والسياسى.في خطاب لها عام 1998 إلى رئيس لجنة الاعتمادات في مجلس النواب، بوب ليفينغستون، كتبت وزيرة الخارجية الأميركية آنذاك مادلين أولبرايت: